# Neuf-Mesnil

Neuf-Mesnil este o comună în departamentul Nord, Franța. În 1 ianuarie 2022 avea o populație de 1.296 de locuitori.